# Дворац Венсен
Дворац Венсен (фр. Château de Vincennes) је масивни француски краљевски замак из 14. и делом дограђен у 17. веку. Налази се у граду Венсен, источном предграђу Париза.

## Настанак у 14. веку
Као и многи други француски дворци, и Венсен је настао од ловачке куће. Њу је подигао Луј VII око 1150. у Венсенској шуми. Ловачку кућу су у 13. веку доградили краљеви  Филип Август и Луј IX.
Венсан није био само сива тврђава: овде су венчања прославили краљеви Филип III (1274) и Филип IV (1322). Ту су у 14. веку рођени краљеви: Луј X (1316),  Филип V (1322) и Шарл IV (1328).
Да би се замак ојачао, у касном 14. веку замак је знатно проширен. Филип VI је изградио донжон висок 52 метра, највиша средњовековна утврђена грађевина у Европи. Правоугаони зид утврђења завршен је око 1410. У донжону је боравила краљевска породица, ту је била библиотека и радне собе.

## Каснија историја
У 17. веку архитекта Луј ле Во је за Луја XIV изградио пар грађевина код дворца Венсен, али градња никада није настављена јер је сва пажња преусмерена на дворац у Версају.
Дворац је напуштен у 18. веку. Од тада је у њему радила мануфактура порцелана (до пресељења у Севр) и служио је као затвор. У њему су били заточени маркиз де Сад, Дени Дидро, Оноре Мирабо и други.
Парк дворца је уређен у енглеском стилу у 19. веку. Наполеон III је 1860. поклонио дворац и Венсенску шуму Паризу као јавни парк.
У овом дворцу је 1917. погубљена Мата Хари.